# ان‌جی‌سی ۳۳۶۷
ان‌جی‌سی ۳۳۶۷ (انگلیسی: NGC 3367) یک کهکشان مارپیچی میله‌ای است که در صورت فلکی شیر قرار دارد. این کهکشان در فاصله حدود ۱۲۰ میلیون سال نوری از زمین قرار دارد، که با توجه به ابعاد ظاهری آن، به این معنی است که NGC 3367 حدود ۸۵۰۰۰ سال نوری وسعت دارد. این کهکشان در ۱۹ مارس ۱۷۸۴ توسط ویلیام هرشل کشف شد.